# Landkreis Alzey-Worms
Landkreis Alzey-Worms  er en landkreis i delstaten Rheinland-Pfalz i Tyskland. Administrationsby og samtidig den største kommune er  Alzey.  Landkreisen er for størsteparten oprettet af de tidligere landkreise Alzey og Worms.

## Geografi
Landkreisen har navn efter byen Worms, der ligger mod sydøst, men som ikke er en del af kreisen, og byen Alzey, der er administrationsby. Rhinen danner den østlige kreisgrænse og samtidig delstatsgrænse til Hessen. Her fra breder  Alzeyer Hügelland sig mod vest til de nordøstlige udløbere af Pfälzerwald. Den vestlige del er et skovlandskab med klipper som kaldes Rheinhessische Schweiz.

### Nabokreise
Landkreisen grænser (med uret fra nordøst) til  landkreisene Groß-Gerau og Bergstraße (begge i Hessen) samt byen  Worms og landkreisene Bad Dürkheim, Donnersbergkreis, Bad Kreuznach og Mainz-Bingen (alle i Rheinland-Pfalz).

## Byer og kommuner
Kreisen havde 129244  indbyggere pr.  2018-12-31

- Alzey administrationsby (18535)

Forbundskommuner Verbandsgemeinden med tilhørende kommuner:
| (administrationsby markeres med *) | | |
| - 1. Verbandsgemeinde Alzey-Land [adm: Alzey] 1. Albig (1602) 2. Bechenheim (410) 3. Bechtolsheim (1730) 4. Bermersheim vor der Höhe (318) 5. Biebelnheim (663) 6. Bornheim (922) 7. Dintesheim (157) 8. Eppelsheim (1216) 9. Erbes-Büdesheim (1409) 10. Esselborn (365) 11. Flomborn (1047) 12. Flonheim (2704) 13. Framersheim (1572) 14. Freimersheim (728) 15. Gau-Heppenheim (505) 16. Gau-Odernheim (3854) 17. Kettenheim (313) 18. Lonsheim (588) 19. Mauchenheim (969) 20. Nack (607) 21. Nieder-Wiesen (610) 22. Ober-Flörsheim (1257) 23. Offenheim (675) 24. Wahlheim (586) | - 2. Verbandsgemeinde Eich 1. Alsheim (2820) 2. Eich * (3649) 3. Gimbsheim (2994) 4. Hamm am Rhein (2046) 5. Mettenheim (1654) - 3. Verbandsgemeinde Monsheim 1. Flörsheim-Dalsheim (3040) 2. Hohen-Sülzen (731) 3. Mölsheim (603) 4. Monsheim * (2589) 5. Mörstadt (984) 6. Offstein (1874) 7. Wachenheim (700) - 4. Verbandsgemeinde Wöllstein 1. Eckelsheim (396) 2. Gau-Bickelheim (2089) 3. Gumbsheim (598) 4. Siefersheim (1224) 5. Stein-Bockenheim (671) 6. Wendelsheim (1412) 7. Wöllstein * (4597) 8. Wonsheim (899) | - 5. Verbandsgemeinde Wonnegau 1. Bechtheim (1751) 2. Bermersheim (383) 3. Dittelsheim-Heßloch (2129) 4. Frettenheim (321) 5. Gundersheim (1600) 6. Gundheim (906) 7. Hangen-Weisheim (437) 8. Hochborn (424) 9. Monzernheim (562) 10. Osthofen, Stadt * (9402) 11. Westhofen (3305) - 6. Verbandsgemeinde Wörrstadt 1. Armsheim (2501) 2. Ensheim (464) 3. Gabsheim (740) 4. Gau-Weinheim (602) 5. Partenheim (1579) 6. Saulheim (7940) 7. Schornsheim (1614) 8. Spiesheim (939) 9. Sulzheim (1111) 10. Udenheim (1345) 11. Vendersheim (564) 12. Wallertheim (1686) 13. Wörrstadt, by * (8027) |